# Stenoma argotoma
Stenoma argotoma es una especie de polilla del género Stenoma, orden Lepidoptera.
Fue descrita científicamente por Meyrick en 1915.

## Distribución
Se distribuye por Panamá, Brasil y Guayana británica.